# Pakten
Pakten (en español Empacado), (o Waiting for Sunset, en español En espera del atardecer) es una película noruega de 1995 dirigida y escrita por Leidulv Risan que se rodó en la capital de Noruega, Oslo.

## Reparto
- Robert Mitchum
- Cliff Robertson
- Erland Josephson
- Hanna Schygulla
- Ernst Jacobi
- Nadja Tiller